# Gleislose Bahn Pötzleinsdorf–Salmannsdorf
| |        |                               |                   |
| Streckenlänge: | 2,2 km |                               |                   |
| |        |                               |                   |
| \| \| \| Übergang zur Straßenbahn Wien \| \| \| \| 0,0 \| Pötzleinsdorf \| Pötzleinsdorf \| \| \| \| Neustift am Walde \| \| \| \| 2,2 \| Salmannsdorf \| Salmannsdorf \| |        |                               |                   |
| |        | Übergang zur Straßenbahn Wien |                   |
| U-Bahn-Kopfbahnhof Streckenanfang (Strecke außer Betrieb) | 0,0    | Pötzleinsdorf                 | Pötzleinsdorf     |
| U-Bahn-Haltepunkt / Haltestelle (Strecke außer Betrieb) |        | Neustift am Walde             | Neustift am Walde |
| U-Bahn-Kopfbahnhof Streckenende (Strecke außer Betrieb) | 2,2    | Salmannsdorf                  | Salmannsdorf      |

Die Gleislose Bahn Pötzleinsdorf–Salmannsdorf war ein Oberleitungsbus-Betrieb in der österreichischen Hauptstadt Wien.

## Geschichte

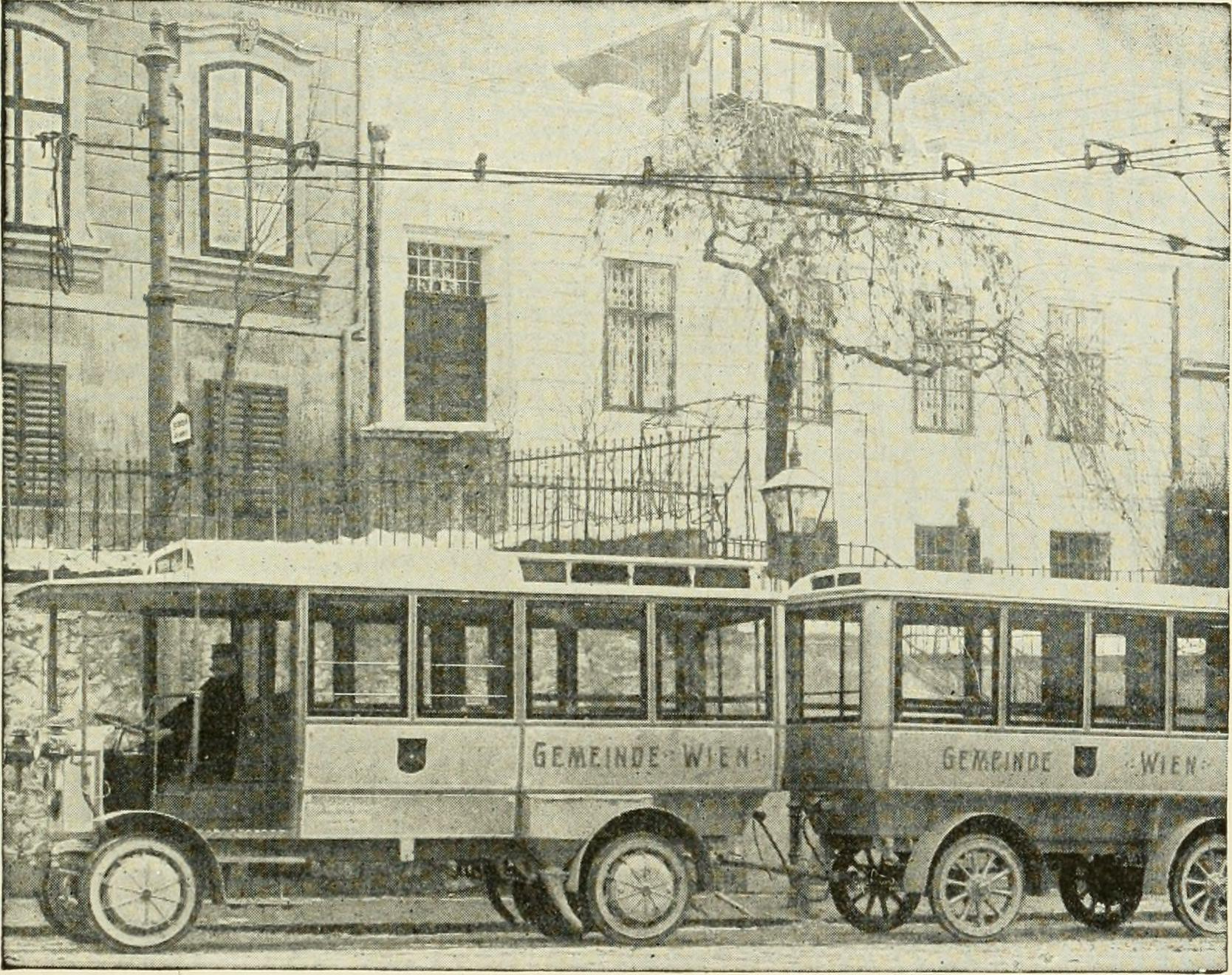
Ein Anhängerzug der Gleislosen Bahn

Die einzelne Linie wurde nach einem halben Jahr Bauzeit am 14. Oktober 1908 vom damaligen Wiener Bürgermeister Karl Lueger feierlich eröffnet, der reguläre Linienbetrieb begann schließlich am 16. Oktober 1908. Das neue Verkehrsmittel verband die Stadtteile Pötzleinsdorf und Salmannsdorf, Betreibergesellschaft war die Automobil-Stellwagen-Unternehmung der Gemeinde Wien. Die 2,2 Kilometer lange Strecke begann in Pötzleinsdorf an der Endstelle der Wiener Straßenbahnlinie 41, sie führte durch die Pötzleinsdorfer Straße sowie die Khevenhüllerstraße nach Neustift am Walde und anschließend weiter nach Salmannsdorf. Dort befand sich die Wendeschleife zwischen der Einmündung der Celtesgasse und dem heutigen Kotekweg. 
Im Gegensatz zu den Straßenbahn- und Autobuslinien trug die Gleislose Bahn keine Liniennummer. Infolge der zum 19. September 1938 durchgeführten Umstellung von Linksverkehr auf Rechtsverkehr wurde die Gleislose Bahn am 30. Oktober 1938 stillgelegt, weil die Wagen der Gleislosen Bahn dafür mit vernünftigem Aufwand nicht umgebaut werden konnten. Sie wurde daher am nächsten Tag durch die Autobuslinie 23 ersetzt, die jedoch kriegsbedingt schon am 6. September 1939 wieder eingestellt werden musste.   
Ab 1946 wurde der Endpunkt der Gleislosen Bahn erneut von Oberleitungsbussen bedient, als die Linie 22 vom Währinger Gürtel nach Salmannsdorf eröffnet wurde. Sie verkehrte bis 1958 und folgte im oberen Bereich, das heißt auf den letzten 500 Metern zwischen Neustift am Walde und der Wendeschleife, der Strecke der Gleislosen Bahn.

## Infrastruktur und Fahrzeuge
Zur Anwendung kam das System Mercédès-Électrique-Stoll, auch die auf der Salmannsdorfer Strecke eingesetzten Fahrzeuge besaßen somit – wie bei diesem System allgemein üblich – ein vierrädriges Kontaktwägelchen zur Stromabnahme sowie Radnabenmotoren. Diese bewährten sich jedoch nicht und wurden später durch größere Motoren mit Getriebe-Übersetzung ersetzt. Zur Verfügung standen vier Motorwagen die ungewöhnlicherweise über beide Achsen angetrieben waren. Normalerweise wurde beim System Mercédès-Électrique-Stoll nur eine der beiden Achsen angetrieben. Grund hierfür waren die starken Steigungen sowie der Anhänger-Betrieb. Die Befahrung der teilweise sehr steilen Strecke erforderte dabei die besondere Geschicklichkeit der Fahrer, so musste beim Anhalten in der Steigung neben dem Lenkrad und dem Fahrschalter noch eine Bergstütze bedient werden. 
Als Besonderheit war die Strecke komplett zweispurig, damals Vierdrahtsystem genannt. An beiden Endpunkten befanden sich Wendeschleifen, Luftweichen existierten somit keine. Als weitere Besonderheit überlebte die Salmannsdorfer Strecke als einziger österreichischer Obus-Betrieb den Ersten Weltkrieg. Alle anderen vier gleichzeitig angelegten Strecken – das heißt die Elektrische Oberleitungs-Automobillinie Gmünd, der Elektrischer Oberleitungs-Automobil-Betrieb der Gemeinde Weidling, die Elektrische Oberleitungsbahn Liesing–Kalksburg und die Gleislose Bahn Judenburg – wurden hingegen spätestens 1920 aufgegeben. Ferner war der hier behandelte Betrieb der weltweit letzte, der statt der heute üblichen Stromabnehmerstangen die bereits damals veralteten Kontaktwägelchen verwendete. 
Das Depot befand sich in der Pötzleinsdorfer Straße 100.